# Lenrie Peters Senior
Ingram Ernest Lenrie Peters (* 1894 in der britischen Kolonie Sierra Leone; † 14. Februar 1968 in Bathurst (heute Banjul)) war Journalist, Verleger und politischer Aktivist im westafrikanischen Staat Gambia.

## Leben
Peters studierte Griechisch und Latein auf dem Fourah Bay College in Freetown. Er emigrierte nach der britischen Kolonie Gambia und war zunächst Buchhalter bei Elder Dempster, später bei der Im- und Exportfirma S. Madi Ltd. Ab Dezember 1947 brachte er die wöchentlich erscheinende frühe gambische Zeitung The Gambia Echo heraus, die er bis zu seinem Tod 1968 führte.
Er heiratete in den 1920er Jahren Kezia Rosemary Peters, die in England aufgewachsen war und die er in Bathurst kennengelernt hatte. Sie war Enkelin (Tochter der jüngsten Tochter) von Thomas Maxwell (ca. 1823–1905), der als Priester in Sierra Leone und Cape Coast, Goldküste (heute Ghana) tätig war. Dessen Eltern waren freigelassene muslimische Sklaven aus Bornu. Thomas Maxwells ältester Sohn, Kezias Onkel Joseph Renner Maxwell (1857–1901), war hoher Beamter und Politiker in Gambia.
Der Ehe entstammten fünf Kinder:
- Bijou (Bijou Edith Ernestine, 1927–2014) heiratete den Mediziner Ernest Bidwell und arbeitete als Krankenschwester und Journalistin.[9][10]
- Asi Florence K. Omolara (geb. 1929), Historikerin, heiratete den Mediziner John Mahoney (1919–2012).
- Lenrie Leopold Wilfred (1932–2009), Chirurg und Schriftsteller
- Ruby (Ruby Lerina Agnes, gest. in Dakar, 2008), arbeitete für das Entwicklungsprogramm der Vereinten Nationen (UNDP)[11]
- Dennis Alaba (1927–1996), Mitte der 1960er Jahre bis Mitte der 1970er Jahre Schauspieler in Großbritannien[12]

Die Familie Peters war seinerzeit eine angesehene Familie in Gambia.